# Gmina Hotolisht
Gmina Hotolisht (alb. Komuna Hotolisht) – gmina  położona w środkowej części Albanii. Administracyjnie należy do okręgu Librazhd w obwodzie Elbasan. W 2011 roku populacja gminy wynosiła 5706 w tym 2764 kobiety oraz 2942 mężczyzn, z czego Albańczycy stanowili 96,58% mieszkańców.
W skład gminy wchodzi siedem miejscowości: Hotolisht, Vehçan, Dardhë, Vulçan, Buzgarë, Kokrevë, Xhyrë.